# San Antonio Banderillas
San Antonio Banderillas är en ort i Mexiko.   Den ligger i kommunen Santo Domingo och delstaten San Luis Potosí, i den centrala delen av landet, 500 km nordväst om huvudstaden Mexico City. San Antonio Banderillas ligger 1 922 meter över havet och antalet invånare är 101.
Terrängen runt San Antonio Banderillas är huvudsakligen en högslätt. San Antonio Banderillas ligger nere i en dal. Runt San Antonio Banderillas är det mycket glesbefolkat, med 2 invånare per kvadratkilometer. Närmaste större samhälle är El Arenal, 10,5 km väster om San Antonio Banderillas. Omgivningarna runt San Antonio Banderillas är i huvudsak ett öppet busklandskap.